# ベルナール・フォール
ベルナール・フォール（フランス語: Bernard FAURE、1948年-）は、フランスの宗教学者。コロンビア大学教授・日本研究センター所長。専攻は宗教史・日本研究。

## 経歴
フランス出身。パリ第四大学で博士号を取得後、渡米。コーネル大学、スタンフォード大学で教鞭をとり、現職はコロンビア大学教授。禅・密教・神仏習合などについて、広い観点から日本宗教、東アジア宗教の研究を進めている。日本では、2006年に東京大学で講演した。

## 著作
邦訳された書籍
- 『仏教の仮面を剥ぐ』末木文美士・金子奈央訳, トランスビュー 2016年